# Stenay
Stenay is een plaats in Noord-Frankrijk, in Lotharingen, departement Meuse, aan de Maas, aan de rand van de Ardennen. Stenay telde op 1 januari 2022 2.428 inwoners.
De plaats is ontstaan in de Romeinse tijd, rond 50 v.Chr. Het vroeg-middeleeuwse stadscentrum is goed bewaard gebleven. De stad is met name bekend door enkele theorieën rondom de heilige Dagobert II die in de stad begraven ligt.

## De steen van Stenay
In de crypte van koning Dagobert bevindt zich een steen waarop een kruis met gelijke armen, een visgraat (>) en de letters SRNPR staan. De visgraat (>) en de letters verwijzen naar het zogenoemde Satorvierkant, een matrix van 5 bij 5, waarin 5 woorden staan die in alle richtingen gelezen kunnen worden. Deze steen zou verwijzen naar de Priorij van Sion, een geheim genootschap dat in verband wordt gebracht met de Merovingen, koning Dagobert en Rennes le Château in de Pyreneeën.

## De naam van de stad

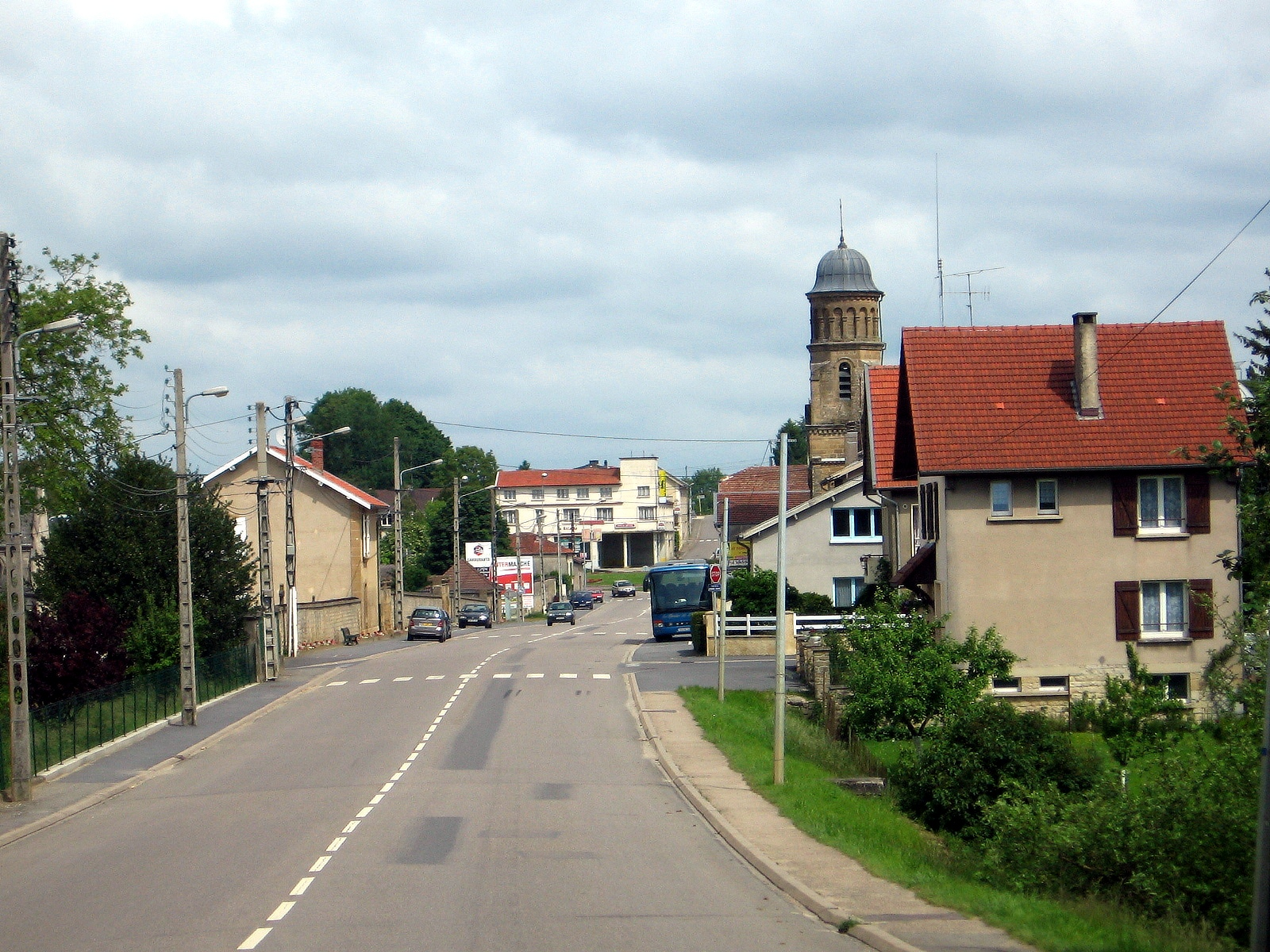
Doorgaande weg Verdun-Sedan

Over de naam doen diverse legenden de ronde. Het wapenschild van de stad is zilver met een omhoogwijzende visgraat (^) in blauw, met daaronder een gewapende rechtopstaande gouden leeuw met geopende bek. In 1973 poneerde Gérard de Sède de stelling dat Stenay is afgeleid van Sathenay/Sathanay; een directe verwijzing naar de duivel. De staande figuur op het wapenschild zou dan ook geen leeuw zijn, maar de gehoornde Satan met bokkepoten. Stenay zou hiermee de stad van de Satan zijn. Deze stelling had al in de 19e eeuw opgeld gedaan, en toen in 1925 een nieuw stadhuis werd gebouwd, is op het gebeeldhouwde fronton het gezicht van de duivel afgebeeld.
Meer waarschijnlijk is de naam Stenay afgeleid van Setinius, dat weer afkomstig is van de Romeinse stad Setia (het latere Sezze), ten zuidoosten van Rome. Feitelijk is het zelfs nagenoeg onmogelijk dat de stad is genoemd naar Satan; dit is immers een Hebreeuws woord, dat met de bijbel door de christelijke wereld is verspreid. Het deel van het Romeinse Rijk waar Stenay ligt is pas in de 5e eeuw gekerstend; het is onlogisch dat een stad in 50 v.Chr. is genoemd naar een woord in een taal die niemand kende.
Ondanks dit houden de bewoners het Satan-verhaal levend, omdat het goed is voor het toerisme; de plaatselijke snoepwinkel verkoopt Crottes de Satan en de eremedaille van de stad wordt uitgegeven door de Confrérie des Diablotins de Stenay.

## Eerste Wereldoorlog
Tijdens de Eerste Wereldoorlog verbleef de Duitse kroonprins Wilhelm van september 1914 tot februari 1918 in het kasteel van de familie Verdier dat hij ingericht had als hoofdkwartier voor het leger waarvan hij bevelvoerder was.
Op 11 november 1918 is Stenay de laatste stad die door de geallieerden bevrijd werd voor het ingaan van de wapenstilstand. Hoewel reeds bekend was dat het staakt-het-vuren zou ingaan vanaf 11 uur die dag, werd de aanval toch nog ingezet door de 89e infanteriedivisie van het Amerikaanse leger. Hierbij vielen aan Amerikaanse zijde 365 slachtoffers waaronder een 60 tal doden voornamelijk door het Duitse artillerievuur. De bevelvoerende Generaal Wright gaf als reden voor de aanval dat zijn troepen die al lang verstoken waren van degelijk sanitair, dat in Stenay wel voorhanden zou zijn, zich niet behoorlijk zouden kunnen wassen indien Stenay in Duitse handen was gebleven na de wapenstilstand..

## Geografie
De oppervlakte van Stenay bedroeg op 1 januari 2022 27,16 vierkante kilometer; de bevolkingsdichtheid was toen 89,4 inwoners per km².

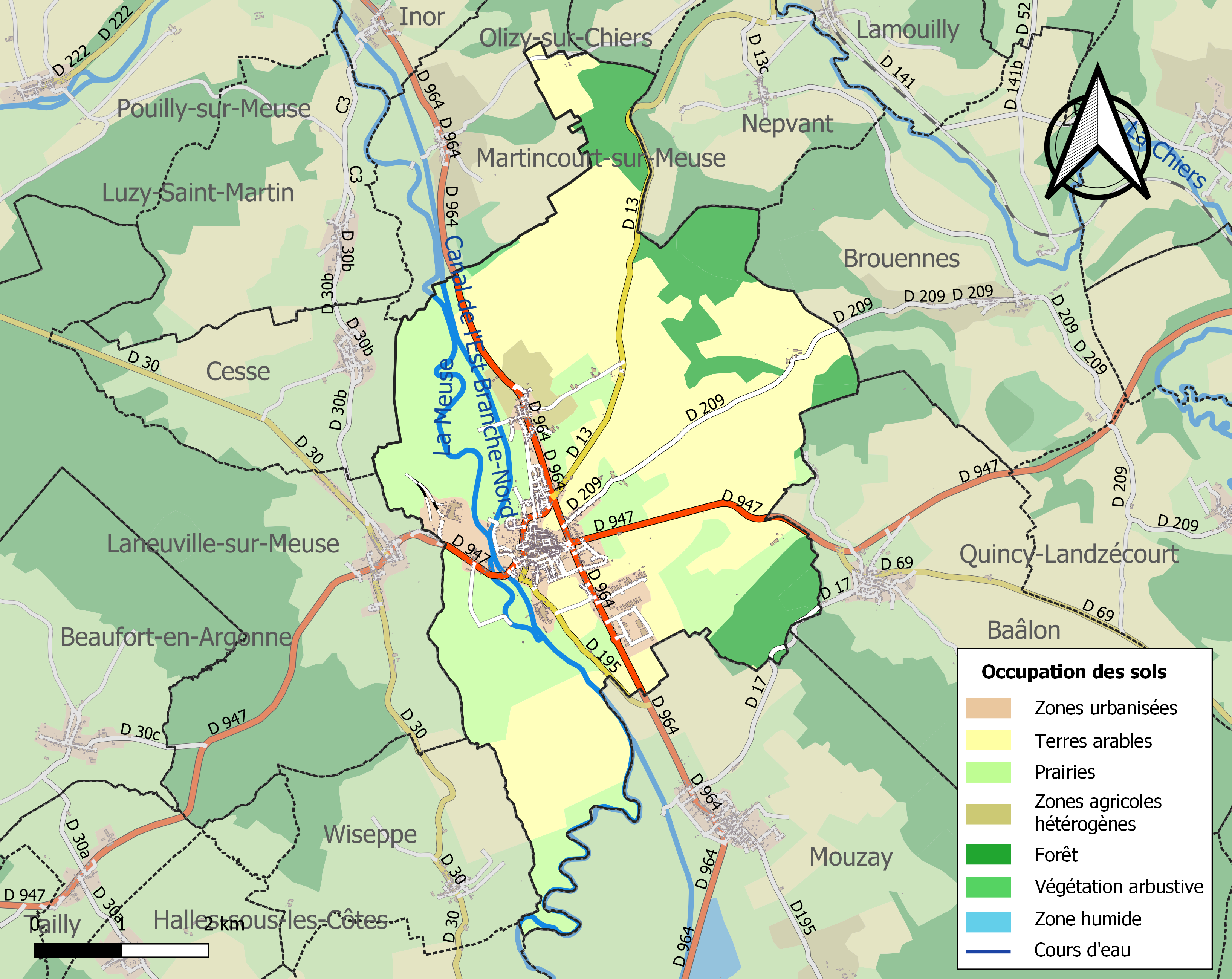
Kaart van de gemeente met de belangrijkste infrastructuur, bodemgebruik en omliggende gemeenten

## Demografie
Onderstaande figuur toont het verloop van het inwonertal (bron: INSEE-tellingen).